# Juegos Paralímpicos de Salt Lake City 2002
Los Juegos Paralímpicos de Salt Lake City 2002 fueron los octavos Juegos Paralímpicos de Invierno y se celebraron en Salt Lake City, Utah (Estados Unidos), entre el 7 y el 16 de marzo de 2002.

## Deportes
Solo tres deportes estuvieron en el programa olímpico oficial para estos Juegos, para contabilizar un total de cuatro disciplinas diferentes.
- Esquí alpino
- Esquí nórdico
  -  Biatlón
  -  Esquí de fondo
- Hockey sobre hielo

## Delegaciones participantes
Un total de 36 países participaron en esta edición de las Paralimpiadas.
| - Alemania (GER) - Andorra (AND) - Armenia (ARM) - Australia (AUS) - Austria (AUT) - Bielorrusia (BLR) - Bulgaria (BUL) - Canadá (CAN) - Chile (CHI) - República Popular China (CHN) - Corea del Sur (KOR) - Croacia (CRO) | - Dinamarca (DEN) - Eslovaquia (SVK) - Eslovenia (SLO) - España (ESP) - Estados Unidos (USA) - Estonia (EST) - Finlandia (FIN) - Francia (FRA) - Grecia (GRE) - Hungría (HUN) - Irán (IRI) - Italia (ITA) | - Japón (JPN) - Kazajistán (KAZ) - Noruega (NOR) - Nueva Zelanda (NZL) - Polonia (POL) - Reino Unido (GBR) - República Checa (CZE) - Rusia (RUS) - Sudáfrica (RSA) - Suecia (SWE) - Suiza (SUI) - Ucrania (UKR) |

## Medallero
| Núm. | País                 | Oro | Plata | Bronce | Total |
| ---- | -------------------- | --- | ----- | ------ | ----- |
| 1    | Alemania (GER)       | 17  | 1     | 15     | 33    |
| 2    | Estados Unidos (USA) | 10  | 22    | 11     | 43    |
| 3    | Noruega (NOR)        | 10  | 3     | 6      | 19    |
| 4    | Austria (AUT)        | 9   | 10    | 10     | 29    |
| 5    | Rusia (RUS)          | 7   | 9     | 5      | 21    |
| 6    | Canadá (CAN)         | 6   | 4     | 5      | 15    |
| 7    | Suiza (SUI)          | 6   | 4     | 2      | 12    |
| 8    | Australia (AUS)      | 6   | 1     | 0      | 7     |
| 9    | Finlandia (FIN)      | 4   | 1     | 3      | 8     |
| 10   | Nueva Zelanda (NZL)  | 4   | 0     | 2      | 6     |